# Hyundai ix35
A ix35 é um veículo utilitário esportivo da Hyundai. Em alguns países é conhecida como New Tucson, mas no Brasil, como a Tucson continuou sendo produzida até 2016, adotou o nome de ix35, mesmo nome usado na Europa. Começou a ser fabricado na Coreia do Sul em dezembro de 2009 e a ser vendida no Brasil em agosto de 2010, sendo montada no Brasil pela CAOA a partir de agosto de 2013, com o motor Nu 2.0.